# Naviband
Naviband (poznati i kao NAVI) bjeloruski je umjetnički dvojac koji izvodi pop, rock i indie glazbu te njihove podžanrove. Čine ga gitarist i pjevač Arciom Lukjanienka te klavijaturistica i pjevačica Ksienija Žuk.
Predstavljali su Bjelorusiju na 62. Pjesmi Eurovizije održanoj u Kijevu 2017. godine s pjesmom Historyja majho žyccia (Povijest moga života).

## Povijest
Sastav je osnovan 2013. u bjeloruskom glavnom gradu Minsku. Prvu pjesmu izdali su u ljeto iste godine pod nazivom Abdymi miane (Daj mi zagrljaj). U siječnju 2014. izdaju demoalbum Lovi, a u prosincu iste godine prvi studijski album Soncam sahretyja.
Tijekom 2015. objavljuju pjesmu Heta ziamlia (Ova zemlja) s kojom su sudjelovali na nacionalnom izboru za 61. Pjesmu Eurovizije. Završili su na 4. mjestu u završnici, a pobjedu je odnio Ivan s pjesmom Help you fly. Ove godine stvorili su pjesmu Naperad, Belakrylyja, koja je postala navijačkom himnom Bjeloruske nogometne momčadi.